# Justitsministeriet
Justitsministeriet er et ministerium i Danmark, der varetager opgaver vedrørende det samlede justitsvæsen, herunder politi og anklagemyndighed, retsvæsen og kriminalforsorg.
Den nuværende justitsminister er Peter Hummelgaard.
Justitsministeriet er øverste ansvarlige myndighed for PET, der i konkrete sager refererer til ministeriets Politikontor og departementschef.
Under ministeriet hører endvidere den formueretlige lovgivning, forvaltningslovgivningen, fondslovgivningen, persondataloven og straffeloven.

## Organisation
Justitsministeriet er organisatorisk opdelt i tre afdelinger: Administrationsafdelingen, Civil- og politiafdelingen og Lovafdelingen.
Under ministeriet hører endvidere Direktoratet for Kriminalforsorgen og Civilstyrelsen.
Datatilsynet og Domstolsstyrelsen henhører i øvrigt under ministeriet, men er som uafhængige myndigheder ikke underlagt ministeriets instruktion.
I alt arbejder ca. 21.000 på ministeriets område, hvoraf ca. 170 arbejder i departementet.

## Departementschefer
- Johan Kristian Legarth
- Barbara Beatrice Bertelsen 2015 - 2020
- Anne Kristine Axelsson 2011 - 2015
- Michael Lunn 1991 - 2011
- Poul Lundbæk Andersen 1986 - 1991
- Niels Madsen 1968 - 1986[1]
- Eivind Larsen 1941 - 1944[2]

## Ansættelser
Jurister som ansættes i
- Politi og anklagemyndighed
- Kriminalforsorgen
- Justitsministeriets departement
- Civilstyrelsen
- Familiestyrelsen
- Datatilsynet

ansættes centralt af Justitsministeriet.